# Combe brianus
Combe brianus är en skalbaggsart som först beskrevs av White 1858.  Combe brianus ingår i släktet Combe och familjen långhorningar.
Artens utbredningsområde är Nepal. Inga underarter finns listade i Catalogue of Life.